# Phoenicircus nigricollis
Phoenicircus nigricollis là một loài chim trong họ Cotingidae.